# 暉姫
暉姫（てるひめ、1826年6月19日（文政9年5月14日） - 1840年6月7日（天保11年5月8日））は、江戸幕府第12代将軍・徳川家慶の娘。田安徳川家当主・徳川慶頼の婚約者。

## 生涯
1826年（文政9年）、江戸城西ノ丸で生まれる。父は徳川家慶、母は側室・於はな之方（菅谷氏）。その後、1836年（天保7年）10月10日に麻疹にかかる。同月21日、「御酒湯」とあり、回復した模様。同8年（1837年）1月21日、本丸へ移る。
1839年（天保10年）8月7日、田安徳川家当主・徳川慶頼と縁組する。
1840年（天保11年）5月8日、疱瘡により死去。享年15。葬地は東叡山寛永寺・春性院（上野）。法名は貞明院殿。